# Phoenix Wright: Ace Attorney – Dual Destinies
Phoenix Wright: Ace Attorney – Dual Destinies (яп. 逆転裁判 5 Гякутэн Сайбан 5, букв. «Переворотный суд 5») — компьютерная игра в жанре визуальной новеллы, разработанная и изданная компанией Capcom в 2013 году. Это пятая игра в основной части серии Ace Attorney. Dual Destinies — первая игра основной серии, которая изначально разрабатывалась для Nintendo 3DS, поэтому в ней была изменена, в частности, графическая составляющая; вместо двухмерных спрайтов, бывших главным способом представления персонажей, в Dual Destinies используются трёхмерные модели. Также важной особенностью игры стало появление Афины Сайкс в качестве одного из главных героев. Сохранился типичный для серии геймплей, поделённый на две стадии, но появились некоторые новые удобства для игрока: заметки о том, что нужно сделать в ходе расследования, возможность посоветоваться с партнёром во время перекрёстного допроса, а также механика «матрицы настроения» (англ. Mood Matrix), связанная с новым протагонистом и позволяющая при помощи сверхчуткого слуха Афины услышать эмоции свидетеля.

## Разработка
Продюсером игры выступил Мотохидэ Эсиро, руководителями — Такэси Ямадзаки и Ясухиро Сэто, а композитором стал Нориюкэ Ивадарэ. Отец серии, Сю Такуми, не принимал участия в разработке Dual Destinies, так как в то время работал над игрой-кроссовером с серией Professor Layton — Professor Layton vs. Phoenix Wright: Ace Attorney. О пятой части впервые официально упомянули через месяц после выхода в свет прошлой игры серии, в мае 2007 года. Спустя пять лет Capcom сначала показали логотип игры, а потом и представили демо-версию на выставке Tokyo Game Show 2012.
В 2012 году, когда разработка только началась, Ямадзаки предложил, чтобы игрок мог использовать эмоции и аналитическую психологию вдобавок к уликам в пути к достижению истины. Он подумал, что все предыдущие игры были сконцентрированы на предоставлении улик и анализе утверждений, и захотел внедрить в игру третьего «участника». Это привело к появлению «матрицы настроения», которая показывала эмоции свидетеля и позволяла выяснять неточности в показаниях противоречиями не в уликах, а в чувствах говорящего.
В предыдущих играх серии персонажей озвучивали сотрудники Capcom, но для Dual Destinies пригласили профессиональных актёров озвучивания, и лишь малые роли были озвучены разработчиками. Полной озвучкой наделены лишь кат-сцены: небольшие видеоролики в аниме-стиле. По словам Эсиро, озвучка всех диалогов разрушила бы темп игры.

## Сюжет
Игра поделена на пять сюжетно взаимосвязанных эпизодов, также для покупки отдельно доступно DLC-дело.
1. Turnabout Countdown (яп. 逆転のカウントダウン , букв. «Взрывной поворот») — вводное дело. В зале суда взорвалась бомба. При взрыве погибла детектив, которая должна была давать показания на том заседании. В этом деле игрок впервые сталкивается с механикой «Матрицы настроения».
2. The Monstrous Turnabout (яп. 逆転の百鬼夜行, букв. «Монструозный поворот») — глава одной из деревень был убит. На месте преступления присутствовали перья и кровавые следы нечеловеческого происхождения. Деревня была известна местной манией на ёкаев — японских мифических существ. Также, по тамошнему преданию, в комнате за местом убийства находился в заточении один из ёкаев. В этом деле впервые появляется Саймон Блэкуилл, осуждённый за убийство прокурор.
3. Turnabout Academy (яп. 逆転学園 , букв. «Академический поворот») — в юридической академии убили одного из учителей. Так как оно было совершено в полном соответствии со сценарием постановочного судебного заседания, которое должны были провести в академии, арестовали одну из учениц — автора сценария.
4. The Cosmic Turnabout (яп. 星になった逆転, букв. «Космический поворот») — во время запуска ракеты HAT-2 был убит один из космонавтов. Подозрение в убийстве упало на его напарника. В процессе заседания происходит взрыв — тот самый, последствия которого разбирались в Turnabout Countdown.
5. Turnabout for Tomorrow (яп. 未来への逆転, букв. «Поворот ради завтра») — была найдена улика, обличающая Афину Сайкс в убийстве космонавта в The Cosmic Turnabout. Также всплывает и дело, которое связывает Афину и Саймона Блэкуилла. Феникс Райт хочет разобраться, где истина, и навсегда покончить с «тёмным веком правосудия», который начался ещё в Apollo Justice: Ace Attorney.

## Геймплей
Игра выполнена в жанре визуального романа, так что многие геймплейные элементы характерны для игр этого жанра. Также игровой процесс Dual Destinies схож и с серией Ace Attorney в целом. Все эпизоды игры поделены на две стадии: расследование и судебное заседание (исключение — первое дело, в котором есть только судебная часть). Этап расследования сводится к осмотру места преступления и прочих связанных с ним локаций, сбору улик и сведений о деле от других персонажей. Благодаря возможностям новой для серии консоли, в Dual Destinies добавили возможность осматривать некоторые места с нескольких ракурсов. Иногда в течение расследования игроку нужно будет применить одну из специфичных механик протагонистов: Аполло Джастис при помощи своего браслета может видеть нервные тики, а Феникс Райт способен предъявить другому персонажу магатаму, которая раскрывает «душевные замки», показывающие, что персонаж что-то скрывает.
В суде главной механикой является перекрёстный допрос: игрок должен выявить противоречие между показаниями свидетеля и уликами из материалов дела. Игрок также может надавить на свидетеля, что иногда приводит к изменениям показаний. Новшеством игры стала механика «матрицы настроения» — Афина Сайкс может слышать эмоции в голосе свидетеля и некий шум в его сердце. Она загружает эти данные в специальную программу, в которой показываются слова свидетеля и сопутствующие им эмоции. Всего показываются четыре типа чувств: радость, печаль, злость и удивление. Цель игрока — найти противоречие между показаниями и данными об эмоциях свидетеля.

## Критика
| Сводный рейтинг       | Сводный рейтинг |
| Агрегатор             | Оценка          |
| --------------------- | --------------- |
| GameRankings          | 82,43 %         |
| Metacritic            | 81/100          |
| Иноязычные издания    |                 |
| Издание               | Оценка          |
| Eurogamer             | 8/10            |
| Famitsu               | 34/40           |
| IGN                   | 7,2/10          |
| Adventure Gamers      | [ 11 ]          |
| Русскоязычные издания |                 |
| Издание               | Оценка          |
| «Игромания»           | 7,5/10          |

Игра получила в основном положительные отзывы критиков: на сайте Metacritic у неё стоит оценка 81 балл из 100. Чак Осборн в своей рецензии для IGN заключил: «Phoenix Wright: Ace Attorney — Dual Destinies не поменяет репутацию серии как грузного в повествовании и простого в геймплее приключения, а вот давних поклонников серии явно порадуют весёлые персонажи и целый набор глупых ситуаций». Саймон Паркин, автор рецензии на игру в Eurogamer, поставил ей 8 баллов из 10, резюмировав: «Если посмотреть на неё абстрактно, Dual Destinies — это прямолинейная цепочка повествовательных коридоров. Задача игрока — просто найти нужную зацепку, которая откроет следующую условную дверь. Здесь нет места выражению: у всех задачек есть строго определённое решение, и единственный способ преуспеть в прохождении игры — раз за разом находить его. Но тем не менее умно написанный сценарий и хорошо выстроенное повествование разбавляют прямолинейность игрового процесса, то втягивая в игру приёмами писателей детективов, то озадачивая техниками кроссвордистов. Мало кто откажется от такой ядрёной смеси».
Однако не все критики одинаково хорошо приняли игру. Так, Майк Роуз из Pocket Gamer, хоть и похвалил трёхмерные модели, назвал сюжет и персонажей «незапоминающимися» и «ужасающе слабыми», а игру в целом — «разочаровывающей».